# سيرينا (فلم)
سيرينا (بالإنجليزية: Serena) هو فيلم دراما أمريكي قادم مبني على رواية الكاتب الأمريكي رون راش. من إخراج سوزان بيير وبطولة جينفير لورنس وبرادلي كوبر بدور المتزوجين حديثاً سيرينا وجورج بيمبرتون. تقع أحداث الفيلم في كارولينا الشمالية خلال حقبة الكساد، حيث يصبح مستقبل إمبراطورية جورج معقداً عندما يعلم بأن زوجته عاقر.

## الممثلين
- جينفير لورنس بدور سيرينا بيمبرتون
- برادلي كوبر بدور جورج بيمبرتون
- ريس ايفانز بدور غالاوي
- توبي جونز بدور الشريف ماكدويل
- شون هاريس بدور كامبل

## وصلات خارجية
- مقالات تستعمل روابط فنية بلا صلة مع ويكي بيانات